# 白瀬りぶ
白瀬 りぶ（しらせ りぶ）は、日本の女性歌手。愛知県出身。名古屋を中心に活動するスパーキーシャドーのメンバーで、2021年12月からはソロとしても活動。

## 概要
15歳でAAAに憧れてアーティストの道を目指す。2019年5月に現在の事務所を受け、同年の6月にダンスボーカルグループ Sparky Shadowの三期生としてデビュー。
ライブハウスだけでなく、野外イベントやストリートライブ等の場所で歌い続けている。
2022年現在、主なライブ場所は、金山駅南口。
ソロとして、あるいはSparky Shadowとして、月曜と雨天などを除く、ほぼ毎日19時ごろからストリートライブを行っている。
これは「ライブハウスだと特定の人にしか会えないけど、もっと多くの人に知ってもらい元気を届けたい」という本人の思いから。
また2022年からYouTubeチャンネル「りぶちゃんねる」を配信。「健康の押し売り」をテーマにヨガや筋トレ、健康グッズの紹介や資格取得などを中心に活動。

## エピソード
事務所の面接に真っ黄色の洋服で来たことで、元々紫色担当になる予定だったが、急遽、黄色担当に。
自他ともに認めるサーモン好き。
一日の最高睡眠時間16時間、寝るのが得意。
幼稚園スタイルなどの幼いコスプレがあまりに似合うことからファンに「ばぶ」と呼ばれる。本人は頑なに否定。
「音楽で元気をもらったから、今度はみんなを元気にしたい」と公言し、活動している。

## 作品

### ミニ アルバム
- 笑顔の闘い（2021年12月25日）

## 出演

### ラジオ
- @FM 美勇士くんSTATION
- MID-FM イケメンなもんで喋りまSHOW！

### 雑誌
- ファション雑誌 Zipper 2022年3月春号[1]
- ファション雑誌 Zipper 2022年6月夏号

## モデル
- ミウ・ミント・アロハ Webモデル
- 2022年 元祖鯱もなか アンバサダーモデル